# Abutiloneus idoneus
Abutiloneus idoneus är en skalbaggsart som beskrevs av John Colburn Bridwell 1946. Abutiloneus idoneus ingår i släktet Abutiloneus och familjen bladbaggar. Inga underarter finns listade i Catalogue of Life.